# Kühnův smíšený sbor
Kühnův smíšený sbor je významné české hudební těleso působící v Praze.

## Historie sboru

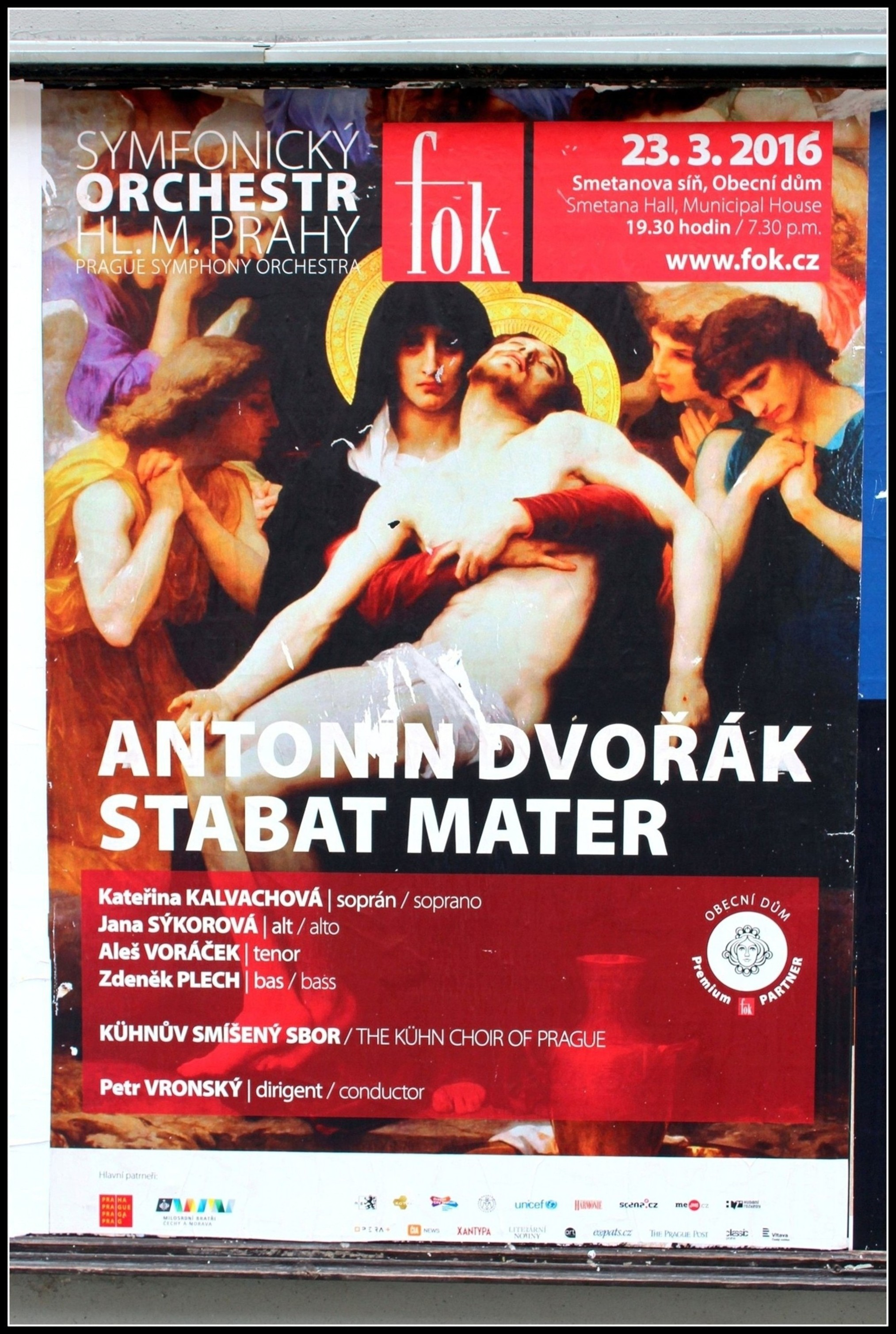
Plakát k velikonočnímu koncertu Stabat Mater Antonína Dvořáka. Účinkoval Symfonický orchestr hlavního města Prahy FOK a Kühnův smíšený sbor pod taktovkou Petra Vronského

Sbor vznikl v roce 1959 spojením původně komorního ženského sboru přidáním mužských hlasů. Sbor založil Pavel Kühn (1938–2003) v době svých studií na AMU a od počátku jej vedl, a to až do své smrti v roce 2003. Na prvním koncertě KSS zazněla kantáta Bohuslava Martinů Mikeš z hor, napsaná přímo pro tento sbor.
Poté nastoupil jako sbormistr Jan Rozehnal, který vedl sbor necelé 4 koncertní sezóny (2003–2006). V současnosti je sbormistrem Mgr. Marek Vorlíček, absolvent oboru dirigování na pražské AMU.

## Působnost
Sbor se věnuje zpracování tradičních skladeb klasické hudby i moderní soudobé a experimentální či studiovému nahrávání filmové hudby.
KSS úzce spolupracuje především se Symfonickým orchestrem hlavního města Prahy FOK (pod vedením dirigentů Václava Smetáčka, Zdeňka Košlera, Zdeňka Mácala, Jiřího Bělohlávka, Vladimíra Válka, Petra Altrichtera, Libora Peška, Martina Turnovského, Serge Baudo či Gaetano Delogu. Spolupracoval také s dalšími tělesy (Česká filharmonie, Symfonickým orchestrem Českého rozhlasu, Pražskou komorní filharmonií ad.) a s dirigenty sirem Charlesem Mackerrasem, Vladimírem Ashkenazym, Zubinem Mehtou, či Davidem Zinmanem ad.)